# Kotlina
Kotlina este o arie protejată (arie specială de conservare — SAC, sit de importanță comunitară — SCI) din Slovacia întinsă pe o suprafață de 398,72 ha, integral pe uscat.

## Localizare
Centrul sitului Kotlina este situat la coordonatele 48°37′58″N 17°20′47″E / 48.632901°N 17.346449°E.

## Înființare
Situl Kotlina a fost declarat sit de importanță comunitară în aprilie 2004 pentru a proteja 8 specii de animale. Situl a fost protejat și ca arie specială de conservare în martie 2004.

## Biodiversitate
Situată în ecoregiunea panonică, aria protejată conține 7 habitate naturale: Păduri acidofile de stejar bătrân cu Quercus robur pe câmpii nisipoase, Păduri mixte riverane de Quercus robur, Ulmus laevis și Ulmus minor, Fraxinus excelsior sau Fraxinus angustifolia, de-a lungul marilor râuri (Ulmenion minoris), Lacuri și iazuri distrofice naturale, Dune continentale panonice, Păduri panonice cu Quercus petraea și Carpinus betulus, Mlaștini turboase de tranziție și turbării mișcătoare, Râuri cu maluri nămoloase cu vegetație de Chenopodion rubri p.p. și Bidention p.p..
La baza desemnării sitului se află mai multe specii protejate:
- mamifere (1): castor (Castor fiber)
- nevertebrate (7): croitorul mare al stejarului (Cerambyx cerdo), Cordulegaster heros, Cucujus cinnaberinus, libelule (Leucorrhinia pectoralis), rădașcă (Lucanus cervus), Osmoderma eremita, gândacul de apă (Rhysodes sulcatus)

Pe lângă speciile protejate, pe teritoriul sitului au mai fost identificate 9 specii de plante, 8 specii de amfibieni, 7 specii de mamifere, 69 de specii de nevertebrate, 6 specii de reptile.